# 違法性
違法性（いほうせい、英:   unlawfulness  、独:   rechtswidrigkeit ）とは、形式的には、法規範に反している性質をいう。ただし、違法性の本質については後述のように争いがあり、それに従って定義（特に、実質的な意味における違法性の定義）も変わる。

## 不法性との区別
違法性は行為もしくは状態が法令に違反していることをさす（例えば刑法など）。一方、法令に対する違反とかかわりなく、単に道徳上非難されるべきにとどまるもしくは民事的事案の場合（不法行為も参照）、不当な行為であっても、違法とはいえない。『不法』も『違法』もおおむね同義で用いられるが、どちらかといえば、『違法』は法律的、『不法』は実質的・主観的観念に重きを置いた場合に用いられることが多い。

## 法分野間の違法の相対性（一元論と多元論）
例えば、民事法上、違法・不法と評価される行為は刑事法上も違法・不法と評価されるべきか、それとも一方では違法とされ、他方では適法とされることも許されるのかという問題について、見解が対立している。
違法一元論は、全ての法において、違法・適法の判断は統一的な基準によって行われると考える見解である。
違法多元論は、各法分野において、違法・適法の判断基準が異なってもよいとする見解である。
違法多元論によれば、例えば、刑法上の違法は、法秩序全体の中で違法とされるもののうち、刑罰をもって臨むにふさわしいといえる程度の違法性（可罰的違法性）が認められる場合にのみ肯定されなければならない（例えば、民事法上の損害賠償責任を負う者が、それを理由として、刑罰を科されるいわれはない）、という結論を導くことが可能となる。
他方、違法一元論によれば、こうした理解は論理的に不可能であり、それは不都合であると批判される。しかしながら、違法一元論によっても、ある行為が違法と評価された場合、その行為は刑法上も違法ではあるが、それにどのような法的効果を認めるかについては、なお、刑法上の問題として留保されている（刑法上も違法であるからといって、これを必ず罰しなければならないわけではない）。違法多元説によって導かれる妥当な結論は、違法性を多元的に理解せずとも、違法に対応する法的効果に多元性を認めれば、同様に導くことができる、との反批判である。

## 刑法における違法性
多元論によれば、他の法令に違反する行為でも、それが刑法的にも違法と評価されるかは、別問題ということになる。

### 形式的違法性論と実質的違法性論
違法性とは、ある行為が法規範に違反することと解するのが形式的違法性（独：formelle Rechtswidrigkeit）論である。これは、実定法主義に立脚するものであって、アドルフ・メルケル（Adolf Merkel）やビンディングによって提唱された。
しかし、形式的違法性論は、「法に反することが違法である」ということを意味するのみで、何ら違法性の実体を明らかにしない。そこで、形式的な法規範違反ではない、より実質的な意味での違法性、すなわち実質的違法性（独：materielle Rechtswidrigkeit）が探求されるようになった。
実質的違法性論の内容は、論者によって相当に異なる。例えば、フランツ・フォン・リストによれば、社会侵害的な挙動・法益への侵害又は脅威が、M・E・マイヤー（M.E.Mayer）によれば、国家の承認した文化規範（Kulturnorm）と相容れない態度が、それぞれ（実質的）違法性の内容であるとされている。上記リストの見解を法益侵害説、マイヤーの見解を規範違反説という場合があり、それぞれ、結果無価値論、行為無価値論に関連する。

### 客観的違法論と主観的違法論
刑法上の違法性の本質について、かつては、客観的違法論と主観的違法論との対立がみられた。古典派刑法学（旧派）の立場からは客観的違法論が、近代派刑法学（新派）の立場からは主観的違法論が支持され、学派の争いの中で盛んに論争が繰り広げられていたのである。
客観的違法論と、主観的違法論とは、法を評価規範と見るか、命令規範と見るかについて、見解を異にする。
客観的違法論（客観主義）は、客観的な評価規範である法規範に、客観的に違反することが違法であるとする立場である。これによれば、責任能力のない者の行為であっても、違法と評価されうることになるし、極論すると、人間以外の動物の行動や自然現象についても、違法との評価を下し得る。
主観的違法論（主観主義）は、行為者に対する命令規範であるところの法規範について、その命令を理解しながら、自らの意思により行動して違反することが違法であるとする立場である。これによれば、責任能力のない者の行為は、違法と評価することができない（当然、人の行為ではない自然現象を違法と評価することはない）。
元来、客観的違法性論は、伝統的学説の見解であったが、19世紀後半から、アドルフ・メルケル（Adolf Merkel）が提唱した主観的違法性論の立場から批判を受け、主観的違法論も支持を集めた。しかしながら、ルドルフ・フォン・イェーリング、メツガー（E.Mezger）らが客観的違法性論の側から反論を試みた結果、主観的違法性論は徐々に支持者を失い、客観的違法性論が支配的見解となった。
この客観的違法性論によれば、刑法規範は、評価規範と決定規範の二つの側面を有し、評価規範への違背が違法であり、決定規範への違背が責任であるとされる。

### 結果無価値と行為無価値
客観的違法性論（客観主義）が主流となる中で、今度は、その内部において、違法性の実質をめぐる対立が顕在化するようになった。すなわち、違法性の実質について、法益侵害説（結果無価値論）と規範違反説（行為無価値論）の対立である（それぞれの詳細は、結果無価値、行為無価値を参照。）。
結果無価値論とは、違法性の実質を、結果無価値（Erfolgsunwert）、すなわち、行為によって惹起された結果への否定的評価であるとする見解であり、違法性の実質を法益の侵害及び危殆化と理解する法益侵害説と同視される。例えば殺人罪についてみれば、既遂の場合は人の死という結果、未遂の場合は人の死という既遂結果惹起の危険という結果を生じさせることが違法であると考える。
行為無価値論とは、違法性の実質を、行為無価値（Handlungsunwert）、すなわち、結果とは切り離された狭義の行為（Handlung）それ自体への否定的評価であると理解する見解であり、違法性の実質を行為の反規範性と理解する規範違反説と同視される。例えば殺人未遂罪についてみれば、人を殺しかねないような行為の悪性（殺意とその行為態様）が違法性を基礎づけると考える。
さらに、刑法の目的を法益保護に求めるという点では結果無価値論を受け入れつつも、それに加えて行為無価値をも考慮して違法性を理解する立場があり、これは、折衷的行為無価値論、二元的行為無価値論、または単に二元論ともいわれる。単に「行為無価値論」という場合、この二元論を指していることがほとんどである。

### 体系的地位
ドイツの刑法理論においては、犯罪が成立するか否かは、構成要件該当性、違法性、有責性という3段階の判断を経て行われる（三分論）。
構成要件に該当する行為は、原則として違法であるとされるが、例外的に、正当防衛や、緊急避難の場合には、違法性ないと評価され（違法性阻却）、その行為は犯罪とならない。このように、違法性が存在しないことを基礎づける事情のことを、違法性阻却事由という。
この違法性阻却事由を、構成要件要素（消極的構成要件要素）に位置づける見解もある（ドイツの通説、井田良）。

### 日本における違法性論

#### 刑法における違法性
日本においては、団藤重光以来、行為無価値論が伝統的通説であるとされてきた。ただし、日本において「行為無価値論」と呼ばれている見解のほとんど全てが、結果無価値と行為無価値の両方を違法性の本質として承認する二元論であり、行為無価値のみを違法性の実質として理解する見解（かつてドイツにおいて通説的地位を占めた一元的行為無価値論）とは異なる。
学界において、行為無価値論は、道徳を刑法的にも保護する考えであるとの批判が加えられた。その中心的人物が平野龍一であり、彼の支持する結果無価値論は支持を拡大し、極めて強力に主張されるに至った。

#### 違法性論の結論への影響と判例
結果無価値論と行為無価値論とは、しばしば激しく対立し、行為無価値論（二元論）のほうが処罰を若干広く行う傾向があると指摘されることもあるが、しばしば違法性論から演繹的に結論が導かれるかのように説明される争点についても、実際には違法性論とは異なるところでの見解の相違が結論の差異を生じているとの指摘があるため、一概に、行為無価値論だから処罰範囲が拡大する、とはいえない。
日本の判例・実務は、行為無価値論に則っているとされるが、判決文において明らかにされているわけではないし、結論において一致する学説が、必ずしも行為無価値論に立脚するとは限らない。

## 民法における違法性

### 不法行為法における違法性
日本の民法709条以下に規定されている不法行為において、「違法性」が独立の成立要件となるとする見解もあるが、批判もある。「違法性」は独立した成立要件になるとする見解が通説とされた時期もあり、その影響を受けた国家賠償法では、1条において、「違法に」という文言が用いられている。しかし、1960年代以降、1980年代にかけて、通説に対する批判が強まり、違法性という要件は不要であって、過失の要件に解消すべきとする説（平井宜雄）や、条文どおり「権利侵害」と「故意・過失」の要件の中で考えれば良いとする説（星野英一）、伝統的通説の枠組を維持しつつ、これを改良する説（四宮和夫、澤井裕）、むしろ「権利侵害」「過失」の両要件を違法性要件に解消すべきとする説（前田達明）が相次いで登場した。さらに、2000年代に入って、不法行為法を個人の基本権保護のための制度として再構成する説も主張されている（山本敬三）。他方、裁判例においては、上記学説の動向にもかかわらず、「違法性」という文言が使われ続けている。

### 債務不履行法における違法性
履行遅滞に基づく解除や損害賠償を論じる際に、履行をしないことを正当化する理由（同時履行の抗弁権など。）がないことをもって「違法」と表現することがある（よって、履行しないことを正当化する理由のことを、違法性阻却事由ということがある）。これは、ドイツ民法理論を参照して債務不履行の要件を構成した学説においてみられるもので、そこでは、ドイツ刑法学と同じく、構成要件、違法性、及び責任の3段階に分けて考察する三分論を採用したものである。

## 行政法における違法性
瑕疵のある行政行為は、たとえ違法であっても取消されなければその公定力によって適法とみなされる。

### 違法判断の基準時
日本におけるおおかたの判例は、取消訴訟における違法判断の基準時として、もとの処分時を支持してきた。